# HD 152153
HD 152153，又名BD+43 2654，SAO 46311、HR 6256，是一颗恒星，视星等为6.13，位于銀經68.28，銀緯39.86，其B1900.0坐标为赤經16h 46m 34s，赤緯+43° 39.86′ 9″。